# Samolot ultralekki

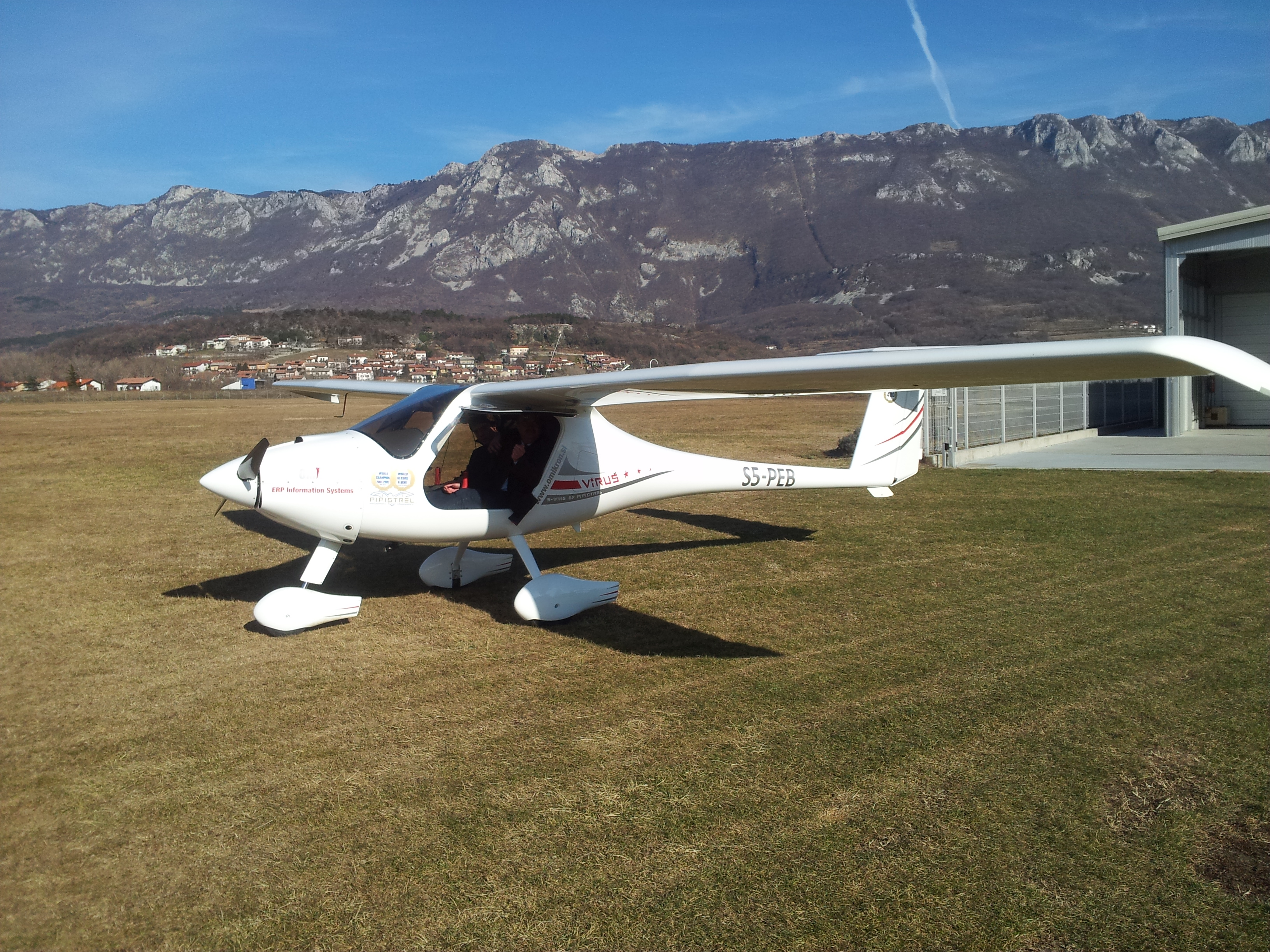
Samolot ultralekki Pipistrel Virus SW, Ajdovscina Słowenia 2012

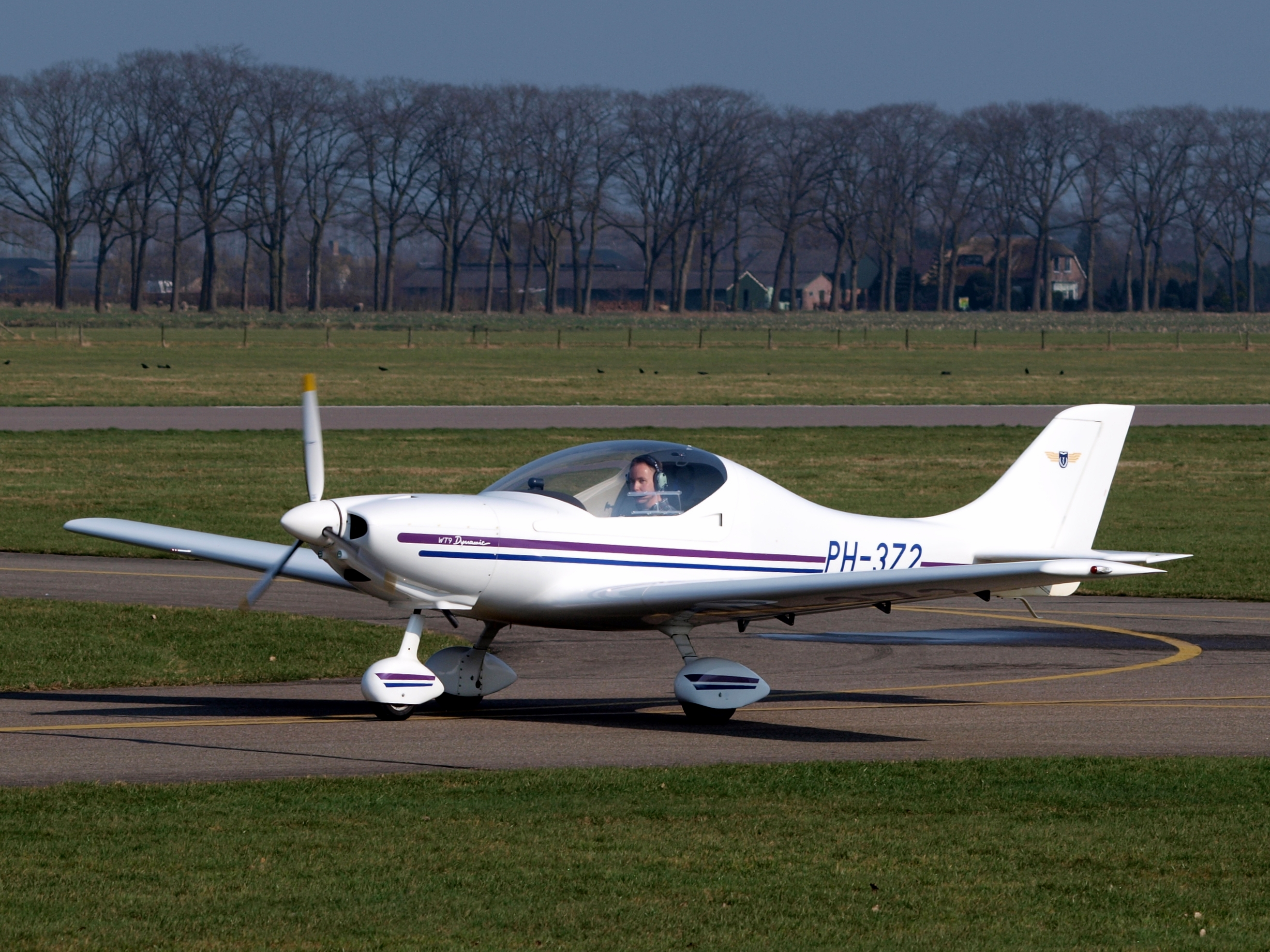
Samolot ultralekki WT-9 Dynamic

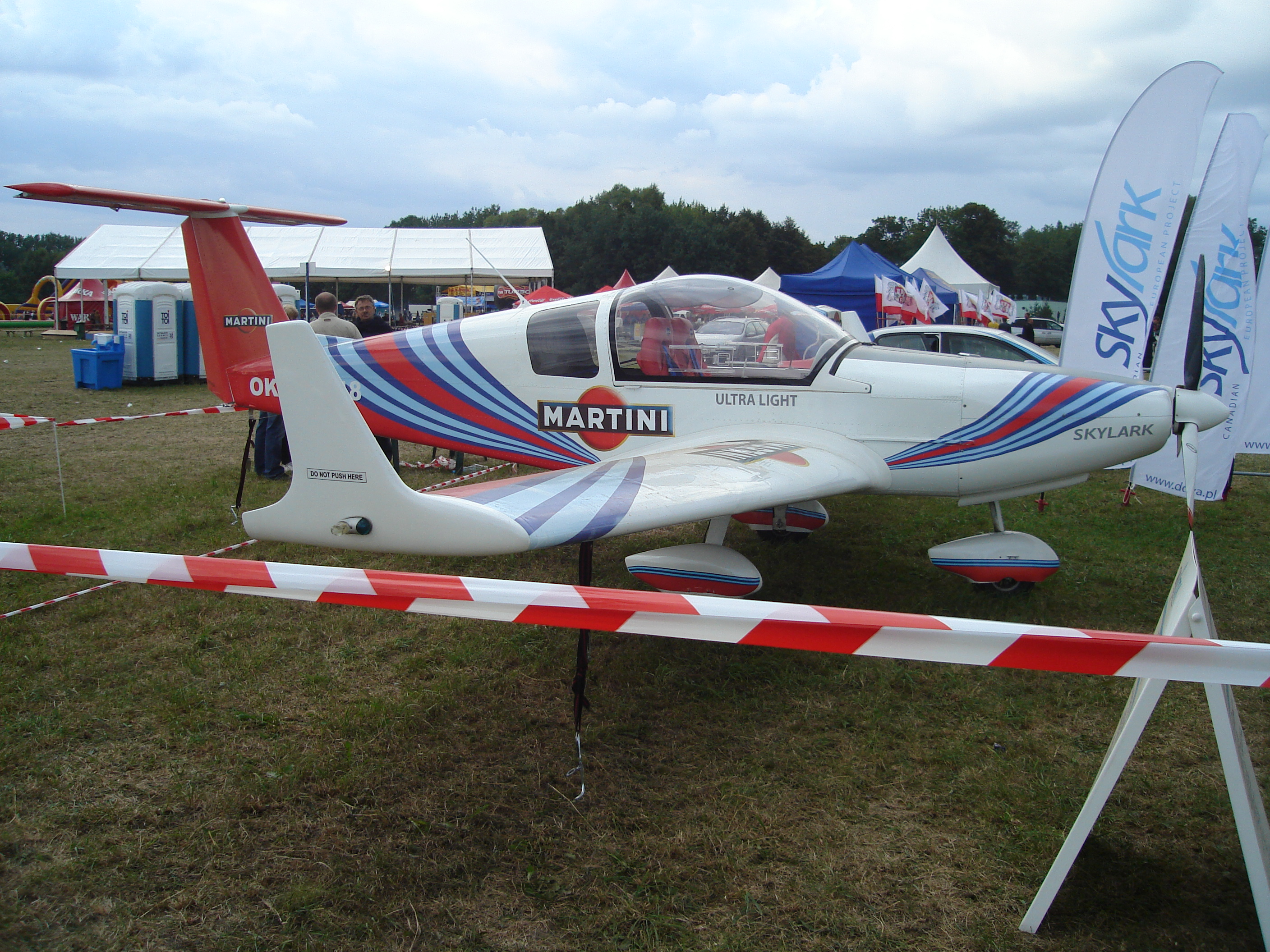
Samolot ultralekki Skylark, Radom Air Show 2007

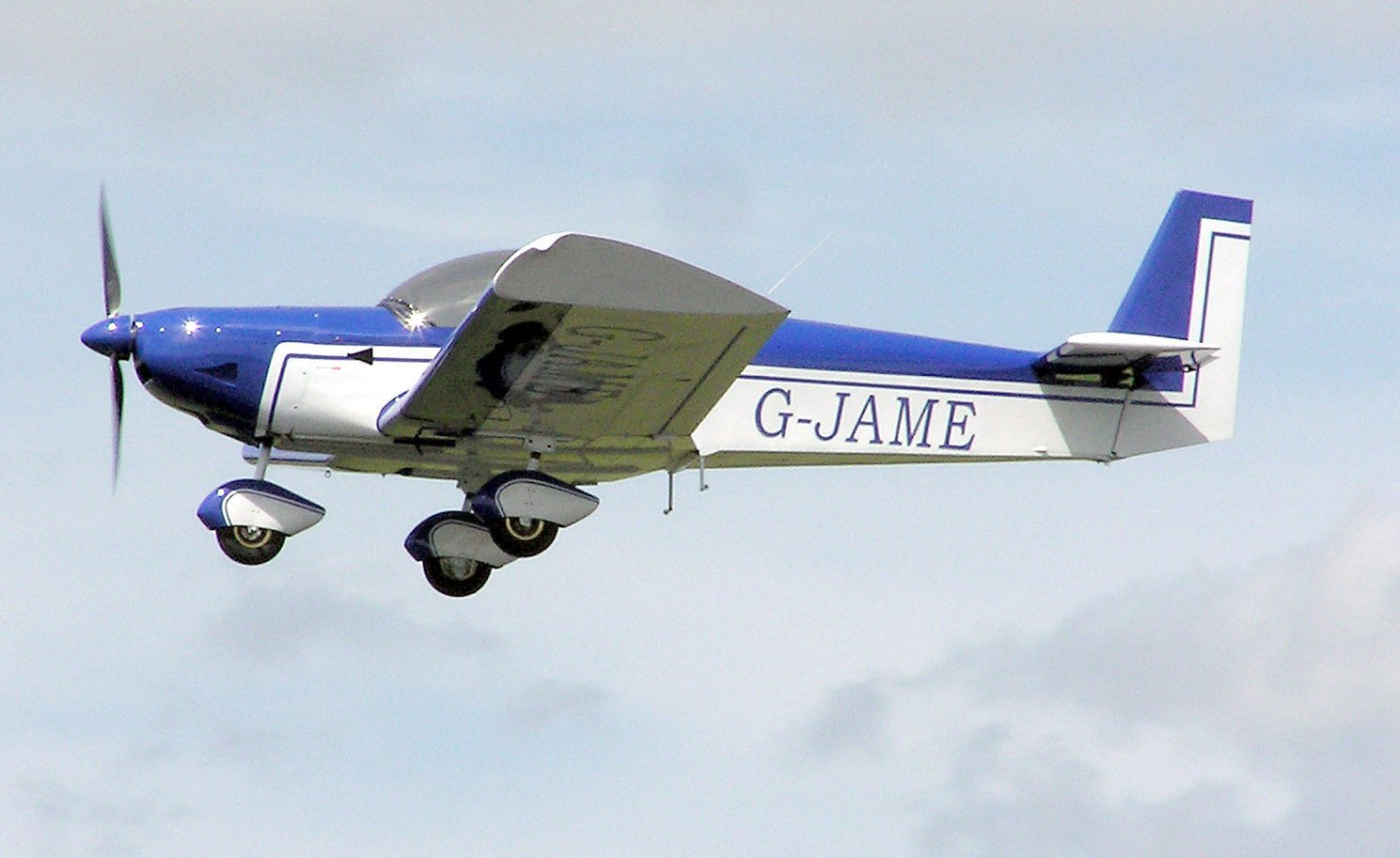
Zenair CH 601

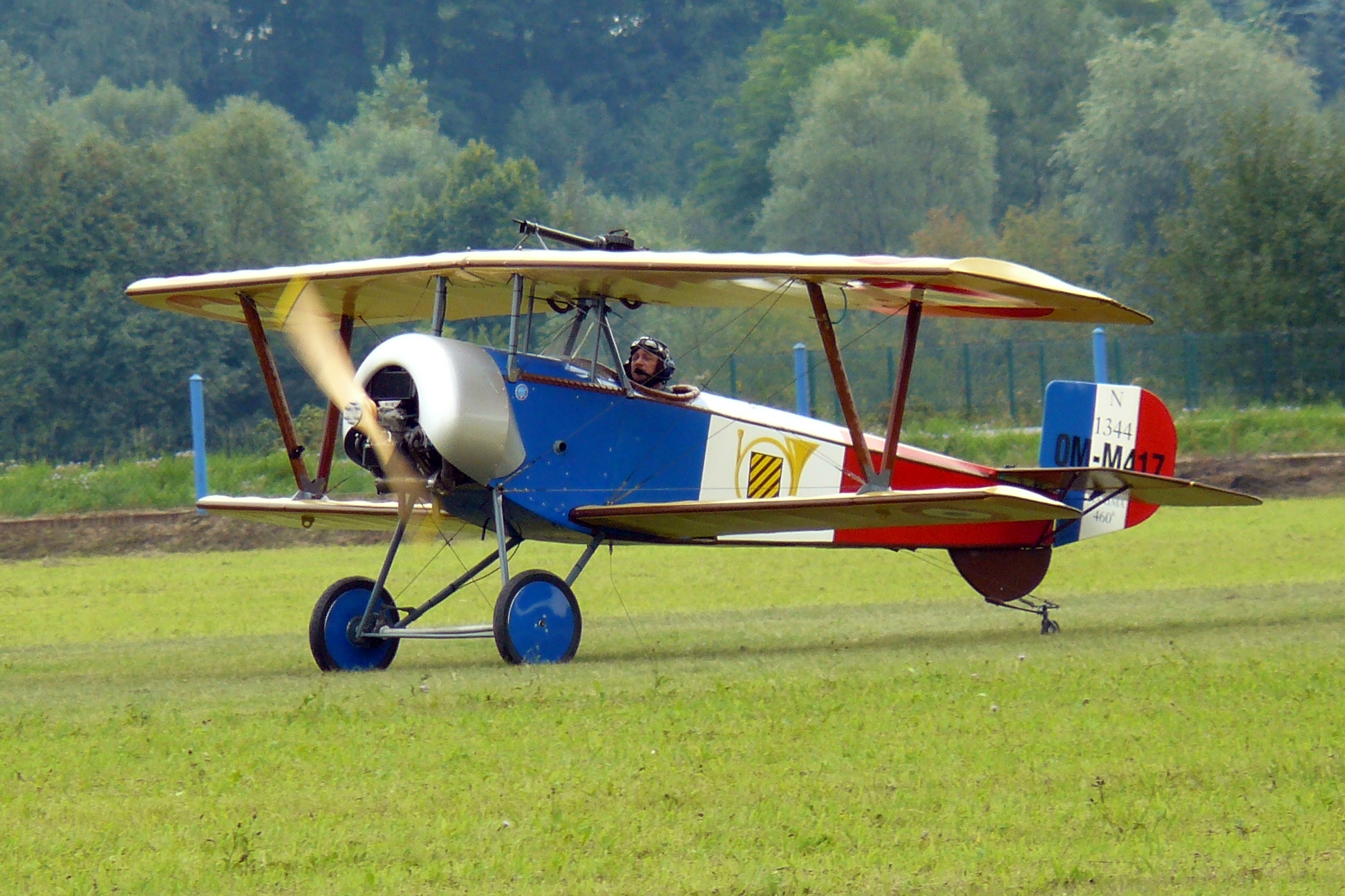
Nieuport 11, ultralekka replika

Samolot ultralekki, mikrolot, ultralight, ultralekki statek powietrzny, samolot UL lub ULM – samolot do amatorskiego latania, który spełnia następujące wymagania:
- prędkość przeciągnięcia lub minimalna prędkość lotu poziomego w konfiguracji do lądowania nie może przekraczać 65 km/h
- masa startowa samolotu nie przekracza 450 kg w przypadku samolotów lądujących na ziemi lub 495 kg, w przypadku samolotów lądujących na wodzie (tak zwany wodnosamolot). Jeśli samolot został wyposażony w system ratowniczy jego waga może być dodatkowo większa o 22,5 kg.

Pod względem konstrukcyjnym nie stawia się specjalnych wymagań – mogą to być dolno- lub górnopłaty zbudowane z drewna, metalu lub kompozytów.
Klasa samolotów ultralekkich została stworzona dla amatorskiego (niekomercyjnego) latania. Prędkość przelotowa waha się w przedziale 90–270 km/h, zasięg ok. 300–1800 km, przy zużyciu około 9–18 litrów paliwa bezołowiowego lub mieszanki na 1 Mh. Do startu i lądowania wystarcza pas startowy o długości 400 metrów (zwykle 200–300 m, czasami rzadko 100 m). Zwykle budowane są jako dwumiejscowe z jednym silnikiem o mocy od 55 KM do 100 KM.
Na świecie budowane są i produkowane również ultralekkie repliki samolotów, np. Fieseler Fi 156 Storch, Nieuport 11, Messerschmitt Bf 109, budowane w zmniejszonej skali.
Pierwszy w Polsce samolot ultralekki zbudowano 1970 roku, był to samolot J-1 Prząśniczka a konstruktorem tego samolotu był konstruktor amator
Jarosław Janowski. Samolot zarejestrowano jako motoszybowiec ponieważ w Polsce nie było jeszcze przepisów dla samolotów ultralekkich. Obecnie w kraju zarejestrowanych jest 148 samolotów UL (stan na dzień 01.01.2012). Nowy samolot można kupić za około 50 tysięcy euro (cena z 2006 r.). W Europie ich czołowymi producentami są Niemcy, Francja, Słowenia, Czechy. Do pilotażu konieczne jest posiadanie świadectwa kwalifikacji pilota ultralekkiego statku powietrznego UAP, które może zostać wydane przez Urząd Lotnictwa Cywilnego po ukończeniu kursu pilotażu. Uprawnienie można zdobyć również za granicą, np. w Czechach i jest ono ważne w Polsce. Samoloty własnej, amatorskiej konstrukcji muszą mieć dopuszczenie, w Polsce wydawane przez Urząd Lotnictwa Cywilnego.
Wraz z wprowadzonymi zmianami w Ustawie Prawo lotnicze we wrześniu 2011 r. dopuszczono operowanie samolotami ultralekkimi nie tylko z lotnisk i lądowisk, ale także z własnych nieruchomości gruntowych lub za zgodą właściciela takiej nieruchomości. Wykonywanie startów i lądowań z własnego terenu nie wymaga specjalnego zgłoszenia w Urzędzie Lotnictwa Cywilnego lub Polskiej Agencji Żeglugi Powietrznej.
Przykłady samolotów UL :
- MP-02 Czajka
- Pipistrel Virus
- WT-9 Dynamic
- Zodiac CH 601
- 3Xtrim
- Dova DV-1 Skylark
- Tulak
- Aeroprakt A-22.

Zgodnie z polskim rozporządzeniem w sprawie klasyfikacji statków powietrznych wyróżnia się klasę „urządzania latającego” (UL) i kategorię „urządzania latającego niekwalifikowanego” (K5) oraz podkategorię „urządzenie latające niekwalifikowane –  jednoosobowe z napędem” (UL-115). Wiele amatorskich samolotów ultralekkich (np. Eurofly Minifox, Quicksilver, Avid Champion, Aero-Works Aerolite, Beaujon Enduro, Birdman Chinook, Lockwood Drifter, Chotia Weedhopper, Zenair Zipper w wielu wariantach itp.) o maksymalnie uproszczonej konstrukcji mieszczą się w tej interpretacji. Są one bardzo popularne m.in. w USA czy Kanadzie  do rekreacyjnego latania i bywają budowane bardzo często z zestawów do samodzielnego montażu tzw. kit.
W USA do pilotowania takich samolotów nie są wymagane żadne uprawnienia. Zgodnie ze stanowiskiem polskiego Urzędu Lotnictwa Cywilnego, do wykonywania lotów takimi statkami powietrznymi nie jest wymagane posiadanie dokumentów zdatności do lotu lub innych dokumentów dopuszczających do lotów, co w praktyce oznacza brak konieczności rejestrowania takich samolotów. Samolot taki jednak może zostać zarejestrowany. Zgodnie z rozporządzeniem ministra w sprawie licencjonowania personelu lotniczego, do pilotowania urządzeń latających (np. samolotów) spełniających warunki kategorii UL-115 (poniżej) nie jest wymagane Świadectwa Kwalifikacji Pilota Samolotu Ultralekkiego (UACP) a tym bardziej Licencja Pilota Turystycznego (PPL). Uprawnienie do pilotowania takich samolotów (urządzeń latających) uzyskuje się wraz za zaliczeniem szkolenia teoretycznego, co najmniej w zakresie prawa lotniczego, korzystania z przestrzeni powietrznej, przepisów ruchu lotniczego, pierwszeństwa drogi oraz innych przepisów, w szczególności w zakresie wykonywania lotów.
Niektóre ograniczenia podkategorii UL-115:
- masa własna samolotu ≤ 115 kg.

- konstrukcja jednoosobowa, z napędem.

- łączna pojemność zbiornika lub zbiorników paliwa do 20 l.

- prędkość lotu poziomego na pełnej mocy silnika do 102 km/h.

- prędkość przeciągnięcia na mocy zdławionej do 44 km/h.

- wykorzystywanie w celach sportowych lub rekreacyjnych.